# Zbigniew Winczewski
Zbigniew Winczewski (ur. 2 listopada 1945 w Poznaniu) – polski samorządowiec, menedżer i urzędnik, były wiceprezydent Konina, w latach 2003–2005 członek zarządu województwa wielkopolskiego II kadencji.

## Życiorys
Syn lekarza Henryka Winczewskiego, kierownika przychodni kolejowej w Koninie. Absolwent I Liceum Ogólnokształcącego im. Tadeusza Kościuszki w Koninie. Z wykształcenia inżynier, ukończył studia w 1970. Od 1969 pracował w Zakładach Wytwórczych Lamp Elektrycznych w Warszawie i w kopalni węgla brunatnego. Później został zastępcą dyrektora Zakładu Zaopatrzenia i Usług przy Wojewódzkim Związku Spółdzielni Mieszkaniowych w Koninie oraz dyrektorem w Zakładzie Remontowo-Budowlanym, kierował także jedną ze spółdzielni mieszkaniowych. Od 2001 był szefem Wojewódzkiego Szpitala Zespolonego w Koninie. Podjął pracę w Wielkopolskiej Regionalnej Kasie Chorych, a po jej przekształceniu był szefem oddziału Narodowego Funduszu Zdrowia. Od 2005 do 2013 pozostawał dyrektorem Zarządu Dróg Powiatowych w Koninie, następnie przeszedł na emeryturę.
Został członkiem Sojuszu Lewicy Demokratycznej. Był radnym gminnym, a w latach 90. radnym miejskim w Koninie. Zajmował stanowisko wiceprezydenta Konina (od ok. 1994 do 2001), a od 2001 nieetatowego członka zarządu miasta. W 2002 i 2007 (w miejsce Elżbiety Streker-Dembińskiej) wybierano go radnym sejmiku wielkopolskiego. 24 kwietnia 2003 został powołany na członka zarządu województwa wielkopolskiego, odpowiedzialnego m.in. za edukację, kulturę, zdrowie, infrastrukturę, transport i ochronę środowiska (zastąpił Leszka Sikorskiego). Zakończył pełnienie funkcji po odwołaniu całego zarządu 10 października 2005. W 2010 wybrano go ponownie na radnego w Koninie.

## Życie prywatne
Żonaty z Ewą, ma dwie córki. Posiada patent żeglarza i sternika motorowodnego.

## Odznaczenia
W 2005 odznaczony Krzyżem Kawalerskim Orderu Odrodzenia Polski.